# 中国工业史
中国的现代工业肇始于1860年代的洋务运动，历经一百年多年发展，是推动中国成为现代化国家的主动力。
19世纪中期之前，中国是传统的封建农业国家，中国经济体系是以家庭为单位进行生产的、自给自足的小农经济。此时的工业生产都属于传统手工业。欧洲国家在18世纪开始的工业革命，进入工业化社会。这使中国与西方国家在经济上产生了本质的不同。双方缘于对外贸易的矛盾亦逐步激化。1840年发生的第一次鸦片战争，是中国与西方国家的第一次大规模战争，这成为中国近代史开端的标志。战后，主政中国的清政府被迫对外开放。作为农业国家，中国根本无力抵抗西方列强。在此背景下，清政府在1861年开启了洋务运动。此后，中国历经政权更迭，虽时局困顿，但国家的工业化、现代化仍在持续的、缓慢推进，主要集中在沿海的外資工廠。至1936年时，中国各项经济指标达到顶点，而这一成果在1937年因抗日战争全面爆发而断送。
直到中华人民共和国建政后，继承民国在大陆时遗留下的一部分被战火损毁或故意破坏的工业设施，在初期苏联得到大力援助迅速復原，之后与苏联关系破裂后自行摸索推进，透過改革開放引進西方的產業汰換掉蘇聯式的工業體系，重新完成现代化工业的发展。

## 晚清
增强国力、军力是洋务运动目的，因此，军事工业是洋务运动最重要，也是最主要的推动项目。其后，出于军事工业配套、经济动机等因素，民用工业也得一定程度的发展。洋务派和中国民族资本先后开设百余家新式工厂。1895年，中国在甲午战争中战败，战后对日本进行了巨额的战争赔偿。此后，清政府再无财力推进工业建设。洋务运动就此结束。有研究者总结：洋务运动中的中国工业发展模式，是以政府主导、军事工业为核心、重工业优先。这种工业发展模式成本高昂、效率低下、自我激励不足的同时缺乏市场需求支撑。
甲午战争后，列强获得在中国投资办厂的特权。戊戌变法至清末新政，清政府亦开始推动“振兴工艺”政策。诸多因素之下，外资和民族资本开始了投资中国工业的第一个高潮。除依赖原料供应的矿业、缫丝业、水泥业外，九成新式工厂开设于通商口岸和中国东部沿海地区。为中国经济带来最为明显的改变是，经济的地区差距“从南北差距为主、东西差距为次，变为东西差距为主、南北差距为次”。中国东南沿海一带至今仍是中国经济最为发达的地区。

## 中华民国

### 1937年前
在1937年抗日战争全面爆发前，一般认为中国经济发展在此期间经历了两个黄金时期，一是，1912年至1919年期间，即第一次世界大战期间；二是，1927年至1937年期间，即所谓的黄金十年。中国工业在数量和质量上都有大幅退步，工业产品主要依靠国外采购，但仍存在地域分布、比例失衡等问题。抗日战争全面爆发后，黄金十年以及工业的高增长结束。
民国时期的经济数据显示，1912年至1936年，国民收入年均增长率为1.45%，人均国民收入年均增长率为0.92%。国民收入中，来自农业的比重由1914年的68.22%，下降至1936年的64.51%；工矿交通业由1914年的13.28%增长为1936年的15.53%；服务业由1914年的18.50%增长为1936年19.97%。
中国工业因起点较低，因而增长明显。1912年至1920年，平均增长率13.4%。1921、22年，因一战结束，进入战后衰退。1923年至1936年，计入被日军占领等东北地区后，平均增长率8.7%。另有估算为9.4%。1912年至1942年的平均增长率，受抗日战争影响，拉低为8.4%。1912年至1949年的平均增长率更受第二次国共内战影响，拉低至5.6%。
对于民国时期，中国工业发展状况的评价，学界有较大分歧。中国学界长期持否定态度，除中国工业在一战期间的发展外。外国学界则给予积极评价。亦有中国学者认为，过于乐观或悲观的评价都显得草率。有学者认为，肯定工业发展绩效的同时，不应过高评价。

### 民国政府迁台后
由於戰後中華民國接管台灣省修復了日本的工業體系，國民政府加上遇到韓戰的爆發，使得美國開始援助蔣介石集團，因此台灣戰後得以發展迅速，人口紅利的1960年代從進口替代轉移到出口擴張，1980年代的台灣經濟奇蹟下建設陸續到位並走向科技化，加上同時大陸陷入文革的缺席，臺灣從落後的農業島嶼，變成了發達的工業社會，然而改革開放後，隨著中國大陸後發的快速崛起，台灣的產業漸漸與中國大陸存在既緊密合作又競爭的關係，且因為缺少品牌包裝文化，主要以精密代工產業為主，雖然能維持一定的高收入，但是成長較為緩慢。

## 中华人民共和国

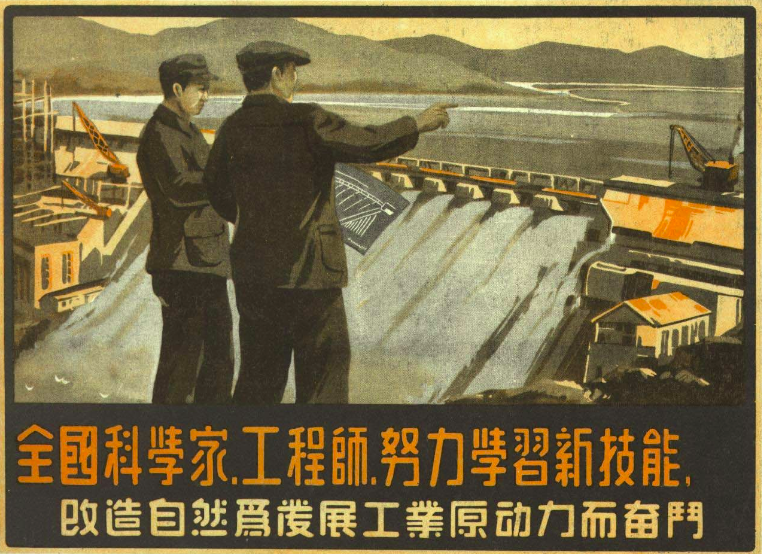
1950年代工业建設宣传画

自从1949年10月1日以来，中华人民共和国的工业有了巨大的进步，从大部分工业品都不能自行制造到可以独立自主生产，并构建起完整的现代工业体系。2010年，取代美国，成为第一制造业大国。2019年时，已成为全球唯一拥有联合国产业分类中所列全部工业门类的国家，工业经济规模居全球首位。而自從開始市場經濟改革後至今，中华人民共和国工业也着面临數量大卻不精緻、求精無價格競爭力等等许多问题。

### 建国初期
从1949年中华人民共和国成立到1953年，中华人民共和国实行的是过渡时期总路线。

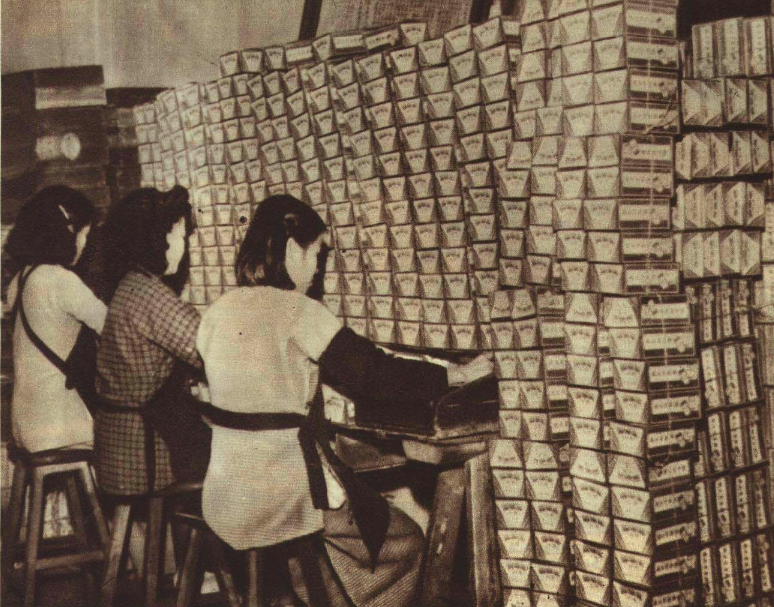
50年代廣東電池廠

从1953年开始，中华人民共和国实行了社会主义改造，1956年改造完成后中华人民共和国实行的是苏联式的高度集中的计划经济体制。1953年时，中华人民共和国政府开始实施第一个五年计划，确立了“以重工业优先发展为主导的新中国工业化发展的主要方向”。同时，苏联对中华人民共和国展开了大规模的援助。第一个五年计划时期苏联援助中华人民共和国的156项工程中，进入实际施工的共有150项。基本上涵盖了中华人民共和国的各个方面，这对中华人民共和国冷战期间重工业体系的形成有着巨大的帮助作用。
1957年，第一个五年计划结束，中华人民共和国人民的努力再加上苏联政府的援助，第一个五年计划取得了巨大的成就，在此期间，中华人民共和国生产了自己的第一辆汽车、第一辆飞机等。

### 大跃进
然而，第一个五年计划所取得的巨大成功使得中共中央的高层领导人产生了冒进情绪，1958年中共中央发动了大跃进运动，生产计划“以钢为纲”、“元帅升账”。为实现钢铁翻番，全国大量基础建设上马。1958年到1960年每年新增基本建设投资都在百亿元以上，1960年达384亿元，比上年增长11%，比1957年增加1.8倍。在基本建设投资总额中，生产性建设投资所占比重都在86%以上（1958年为88%，1959年为86.8%，1960年为86.4%），挤掉了非生产性的建设。工业上单纯追求产量带来诸多负面影响。为保证钢铁生产达标，钢铁工业本身的基本建设规模扩大，与钢有关的煤、电、运输等行业建设也随之增加。导致工业内部失调，全国职工人数猛增，超出国民经济特别是农业负担能力，加剧了社会商品的供需矛盾。
在公布完成的1108万吨钢中，合格钢只有800万吨；1369万吨生铁中，合格品只有953万吨。国家统计局估算，1958年土法炼钢亏损达50亿元，财政上花费了大量补贴。森林等自然资源遭到过度开发甚至严重破坏。
中共八届六中全会，根据毛泽东“压缩空气”的精神，将北戴河提出的1959年钢产量3000万吨的指标降低为1800万吨左右。据新华社《内参》报道，从1959年1月开始，钢铁生产的指标，月月都没有完成计划。记者报道说：
|  | 开年以来，全国钢铁生产计划完成的不好。1月份全国产钢77万吨，仅为去年12月份产量的47.7%；产铁142万吨，为去年12月份的51.5%；产钢材52万吨，为去年12月份的83.9%。按今年第一季度钢铁生产计划的要求，全季平均每天应该生产钢33000吨，铁57000吨，钢材22000吨；而实际上1月份每天只生产钢25000吨，铁46000吨，钢材17000吨，比计划欠了很多。 |

1961年1月14日的中国共产党第八届九中全会制定了“调整、巩固、充实、提高”方针，大跃进运动终告结束。

### 文化大革命

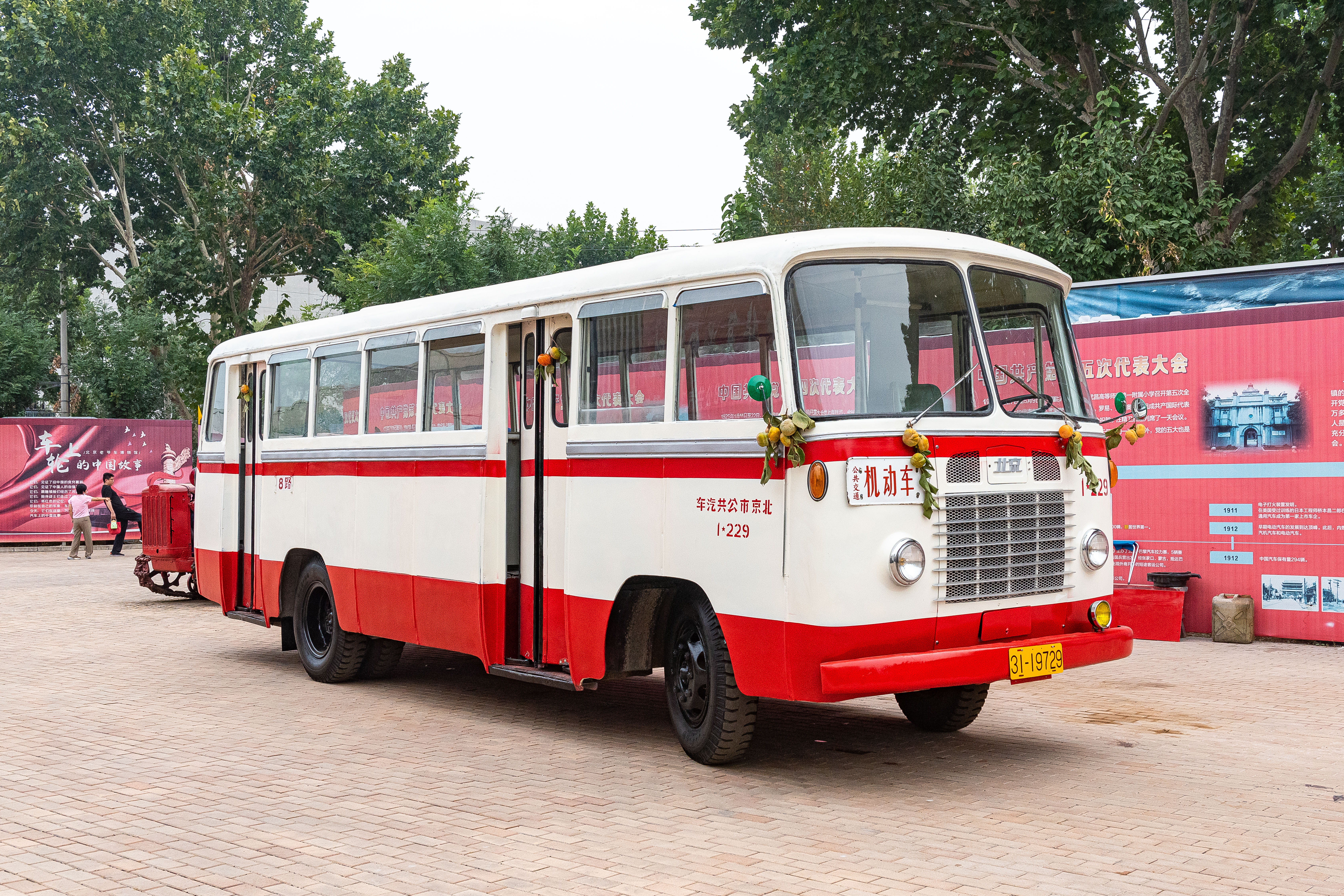
北京汽车修理四厂1970年研发的BK640B型大客车

文化大革命发生后，中华人民共和国的工业生产受到了巨大的破坏，但是此前累積的慣性已經到了收割階段，故仍然出現了一定的成就，如两弹一星（第一颗原子弹、第一颗氢弹、第一颗人造卫星）等，但人才的青黃不接使得這時的發展沒能得到延續。

### 改革开放

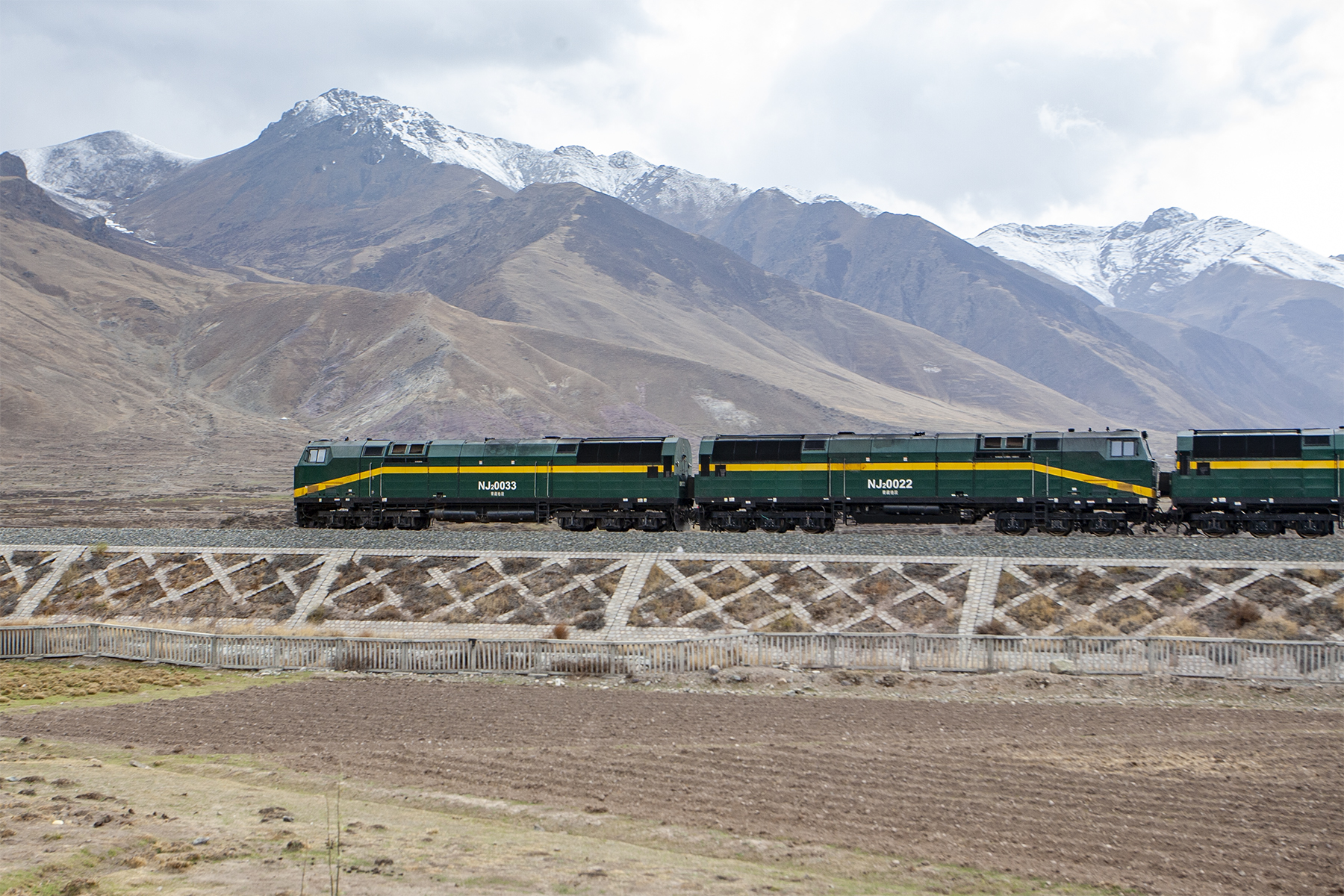
青藏鐵路

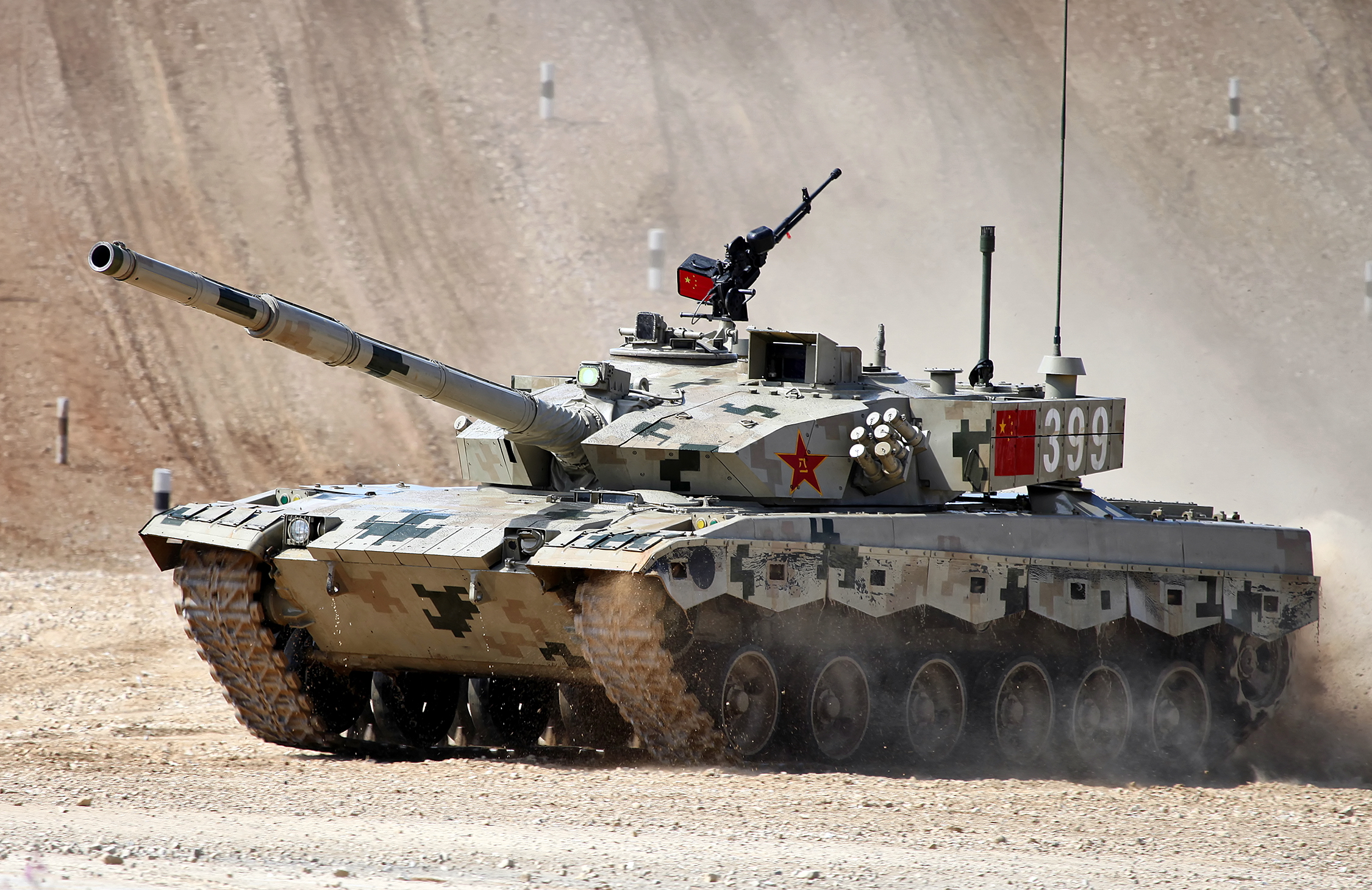
2002年後的中國自製軍事產品——96式B主战坦克

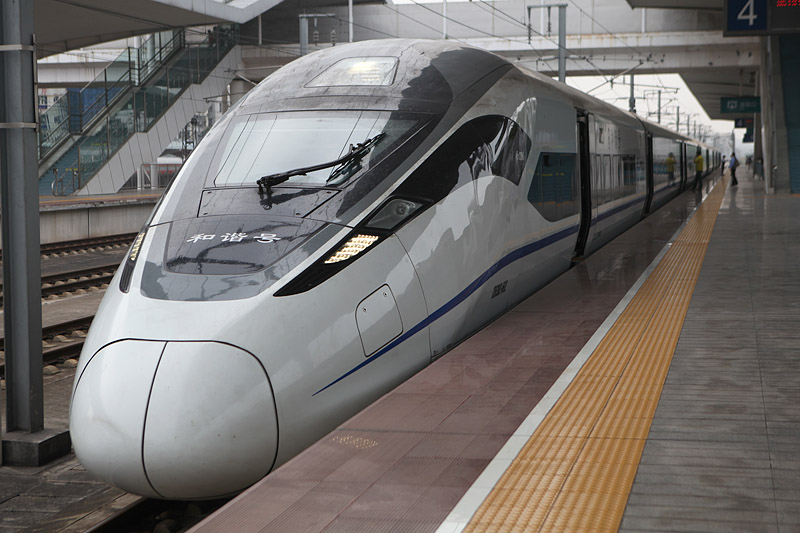
通过技术引进和自主改良制造的高速铁路列车——和谐号CRH380D型电力动车组

1978年年底开始了艰难地改革进程，当时苏联基础的低效率且老化的工业，在市场竞争下面临严重资金危机，透过引进西方技术加以汰换，80年代现代化工业也基本上重新建立了起来。在1980年代，也有一些令中华人民共和国政府苦恼的地方，价格体系是双轨制，同时国有企业由于实行的是“铁饭碗”制度导致生产效率不高，经济的快速增长受到能源短缺的制约。
直到在1980年代中期时工业在一些领域取得了实质性的成功。工业产值为1952年的25倍。同时在煤炭，纺织，自行车领域是世界上的主要生产国。在1980年代中期时大力的将制造业引入南方欠发达地区和农村地区。轻工业产品的产量相比改革开放以前已经大大增加。此时，企业的管理人员能够行使更大的自主权，实施技术创新，以提高效率，降低运营成本。
从1980年中期开始，中华人民共和国政府开始高度重视科技作用，1995年5月，中国共产党中央委员会、中华人民共和国国务院发表了《加速科学技术进步的决定》，正式提出了科教兴国战略。
目前，中华人民共和国在核工业、航天工业、激光工业、生物工程等方面处于世界领先地位，在数控车床等核心工业品上比较一般，材料加工等工业技术上劣势明显，在汽车和机车制造、民用飞机制造等重工业方面缺乏核心竞争力。

## 备注
1. ↑  缫丝是丝织业中的一个分支。
2. ↑  龚会莲文章[5]引用1987年出版的文献，美籍华裔学者章长基估算1912年到1936年间，中国工业年增长率为9.4%。
3. ↑  中国汽车制造业的历史上，曾在1930年代数次仿造出国产汽车，但第一款量产的国产汽车则是1956年7月开始制造的解放牌汽车。

## 扩展阅读
- 中国工业史，江苏科学技术出版社，刘国良著